# Joaquim de Miró i de March
Joaquim de Miró i de March   (Vic, 14 de desembre de 1812 - Barcelona, 17 de juliol de 1867)) va ser un comerciant i propietari català, ciutadà honrat de Barcelona.

## Biografia
De la família ennoblida dels Miró, descendent de Pau Miró i Claveguera, que obtingué el privilegi de ciutadà honrat de Barcelona el 1755 i el de cavaller el 1757, era fill de Josep de Miró i de Burguès i de Josepa de March i de Bru, filla de Joaquim de March i de Bassols i besneta de Salvador de March i Bellver. D'ideologia absolutista com el seu pare, es va exiliar amb ell a Maó el 1833, a l'inici de la regència de Maria Cristina. Durant l'exili acompanyà el seu pare a Perpinyà on va conèixer, el 1838, Celestina d'Ortafà i de Boquet, nascuda a Maó el 1812 i filla de Ferran d'Ortafà i de Ros, baró d'Ortafà, un comandant carlí mort en combat. Es van casar el 1839. Tornats a Reus el 1845, com a hereu de la seva mare es va convertir en propietari dels béns de la branca principal dels March, dels quals en va prendre possessió l'abril de 1861. Entre d'altres tenia el senyoriu del Castell de Vilafortuny. Va fixar la seva residència a Barcelona, però s'estava a Reus freqüentment, i va ser ell qui va acabar la façana del Palau Miró, situat a la plaça de Prim de Reus. El fill gran, Ferran de Miró i d'Ortafà va ser l'hereu, i va disposar dels béns del pare l'any 1868.